# Goya al millor curtmetratge d'animació
El Premi Goya al millor curtmetratge d'animació és un dels 28 premis Goya que s'otorguen anualment. És concedit des de la novena edició, l'any 1994.

## Nominats i guanyadors

### Dècada del 2020
| Guanyador             | Candidats                                                                | |
| XXXIX edició - 2025   | XXXIX edició - 2025                                                      | XXXIX edició - 2025 |
| --------------------- | ------------------------------------------------------------------------ | --- |
|                       |                                                                          | - Cafunè; produït per Carlos Fernández de Vigo, Damián Perea, Mintxo Díaz, Sergy Moreno, Lorena Ares - El cambio de rueda; produït per Ainhoa Ramírez Lucendo, Fernando Franco, León Siminiani, Begoña Arostegui - La mujer ilustrada; produït per Diego Herguera, Isabel Herguera - Lola, Lolita, Lolaza; produït per Chelo Loureiro, Mabel Lozano, Pablo Jimeno, Raúl Berdonés - Wan; Carlos Ayerbe, Víctor Monigote |
| XXXVIII edició - 2024 |                                                                          | |
|                       | To Bird or Not To Bird de Martín Romero, Chelo Loureiro i Iván Miñambres | - Becarias — Marina Cortón, Marina Donderis, Núria Poveda, Iván Madolell, Leticia Montalvá, Pablo Muñoz Naharro, Vicente Mallols - Todo bien — Diana Acién Manzorro, Rocío Benavent Méndez - Todo está perdido — Carla Pereira, Juanfran Jacinto, Álvaro Díaz, David Castro González, Jorge Acosta - Txotxongiloa — Sonia Estévezo                                                                                     |
| XXXVII edició - 2023  |                                                                          | |
|                       | Loop d'Iván Miñambres i Pablo Polledri                                   | - Amanece la noche más larga, de Carlos Fernández de Vigo, Mintxo Díaz i Joaquín Calderón - Amarradas, de Carmen Córdoba - La prima cosa, de Manuel Fernández-Arango, Omar Al Abdul Razzak i Shira Ukrainitz - La primavera siempre vuelve, d'Alicia Núñez Puerto |
| XXXVI edició - 2022   |                                                                          | |
|                       | The Monkey de Lorenzo Degl'Innocenti i Xosé Zapata                       | - Nacer, de Roberto Valle - Proceso de selección, de Carla Pereira - Umbrellas, d'Álvaro Robles i José Prats |
| XXXV edició - 2021    |                                                                          | |
|                       | Blue & Malone: Casos Imposibles                                          | - Homeless Home - Metamorphosis - Vuela |
| XXXIV edició - 2020   |                                                                          | |
|                       | Madrid 2120 de José Luis Quirós i Paco Sáez                              | - El árbol de las almas perdidas, de Laura Zamora Cabeza - Homomaquia, de David Fidalgo Omil - Muedra, de César Díaz Meléndez |

### Dècada del 2010
| Guanyador            | Candidats                                          | |
| XXXIII edició - 2019 | XXXIII edició - 2019                               | XXXIII edició - 2019 |
| -------------------- | -------------------------------------------------- | --- |
|                      | Cazatalentos de José Herrera                       | - El olvido de Cristina Vaello i Xenia Grey - I wish de Víctor L. Pinel - Soy una tumba de Khris Cembe |
| XXXII edició - 2018  |                                                    | |
|                      | Woody & Woody de Jaume Carrió                      | - Colores d'Arly Jones i Sami Natsheh - El ermitaño de Raúl Díez - Un día en el parque de Diego Porral |
| XXXI edició - 2017   |                                                    | |
|                      | Decorado d'Alberto Vázquez                         | - Darrel d'Alan Carabantes Person i Marc Briones Piulachs - Made in Spain de Coke Riobóo - Uka de Valle Comba Canales                                                                                            |
| XXX edició - 2016    |                                                    | |
|                      | Alike de Daniel Martínez Lara i Rafael Cano Méndez | - Honorio. Dos minutos de sol de Francisca Ramírez Villaverde i Francisco Gisbert Picó - La noche del océano de María Lorenzo Hernández - Víctimas de Guernica de Ferrán Caum                                    |
| XXIX edició - 2015   |                                                    | |
|                      | Juan y la nube de Giovanni Maccelli                | - A Lifestory de Julio Valenzer i Luís da Matta Almeida - A lonely sun story de Enrique Fernández i Juanma Suárez - El señor del abrigo interminable de Victoria Sahores - Sangre de unicornio d'Alberto Vázquez |
| XXVIII edició - 2014 |                                                    | |
|                      | Cuerdas de Pedro Solís García                      | - O Xigante de Julio Valenzer i Luís da Matta Almeida - Blue & Malone, detectives imaginarios de Abraham López Guerrero                                                                                          |
| XXVII edició - 2013  |                                                    | |
|                      | El vendedor de humo de Jaime Maestro               | - Alfred & Anna de Juanma Suárez - La mano de Nefertiti de Guillermo García Carsí - ¿Por qué desaparecieron los dinosaurios? de Mar Delgado i Esaú Dharma                                                        |
| XXVI edició - 2012   |                                                    | |
|                      | Birdboy de Pedro Rivero i Alberto Vázquez          | - Ella de Juan Montes de Oca - Rosa de Jesús Orellana - Zeinek Gehiago Iraun de Gregorio Muro |
| XXV edició - 2011    |                                                    | |
|                      | La bruxa de Pedro Solís García                     | - Exlibris de María Trénor - Vicenta de Sam |
| XXIV edició - 2010   |                                                    | |
|                      | La dama y la muerte de Javier Recio                | - Alma de Rodrigo Blaas |

### Dècada del 2000
| Guanyador           | Candidats                                                          | |
| XXIII edició - 2009 | XXIII edició - 2009                                                | XXIII edició - 2009 |
| ------------------- | ------------------------------------------------------------------ | --- |
|                     | La increible historia del hombre sin sombra de José Esteban Alenda | - Espagueti western de Sami Natsheh - Malacara y el misterio del bastón de roble de Luis Tinoco                                                                               |
| XXII edició - 2008  |                                                                    | |
|                     | Tadeo Jones y el sótano maldito de Enrique Gato                    | - Perpetuum Mobile de Enrique García i Raquel Ajofrin |
| XXI edició - 2007   |                                                                    | |
|                     | El viaje de Said de Coke Riobóo                                    | - Another Way de Alfredo García Revuelta - Broken Wire de Juan Carlos Mostaza - Hasta la muerte de Juan Pérez Fajardo - La noche de los feos de Manuel González Mauricio      |
| XX edició - 2006    |                                                                    | |
|                     | Tadeo Jones de Enrique Gato                                        | - La gallina ciega de Isabel Herguera - La leyenda del espantapájaros de Marco Besas - La luz de la esperanza de Ricardo Puertas - Semilla del recuerdo de Renato Roldán      |
| XIX edició - 2005   |                                                                    | |
|                     | El enigma del Chico Croqueta de Pablo Llorens                      | - Minotauromaquia de Juan Pablo Etcheverry - The Trumouse Show de Julio Robledo - Vuela por mí de Carlos Navarro                                                              |
| XVIII edició - 2004 |                                                                    | |
|                     | Regaré con lágrimas tus pétalos de Juan Carlos Marí                | - A... mantis religios de Pablo Núñez i Antonio Ojeda - El desván de José Corral - La habitación inclinada de Pako Bagur, Freddy Córdoba i Ibán José - Manipai de Jorge Rayas |
| XVII edició - 2003  |                                                                    | |
|                     | Sr. Trapo de Raúl Díez                                             | - El negre és el color dels déus de Anna Solanas i Marc Riba - TV de Pablo Núñez i Antonio Ojeda                                                                              |
| XVI edició - 2002   |                                                                    | |
|                     | Pollo de Manuel Sirgo                                              | - El aparecido de Diego Agudo - La col·lecció de Dídac Bono - W.C. de Daniel Martínez Lara                                                                                    |
| XIV edició - 2000   |                                                                    | |
|                     | Los girasoles de Manuel Lagares i José Lagares                     | - Animal de Miguel Díez Lasangre - Podría ser peor de Damián Perea - Smoke City de E. Martín i Mario Terraves - William Wilson de Jorge Dayas                                 |

### Dècada del 1990
| Guanyador        | Candidats                           |                                                                              |
| XI edició - 1997 | XI edició - 1997                    | XI edició - 1997                                                             |
| ---------------- | ----------------------------------- | ---------------------------------------------------------------------------- |
|                  | Pregunta por mí de Begoña Vicario   | - Esclavos de mi poder de Mercedes Gaspar - Mater gloriosa de Armando Pereda |
| X edició - 1996  |                                     |                                                                              |
|                  | Caracol, col, col de Pablo Llorens  | - Las partes de mí que te aman son seres vacíos de Mercedes Gaspar           |
| IX edició - 1995 |                                     |                                                                              |
|                  | El sueño de Adán de Mercedes Gaspar | - Arturo Gámez (cuerpos en tránsito) de Miguel Navarro                       |